# Michel Trollé

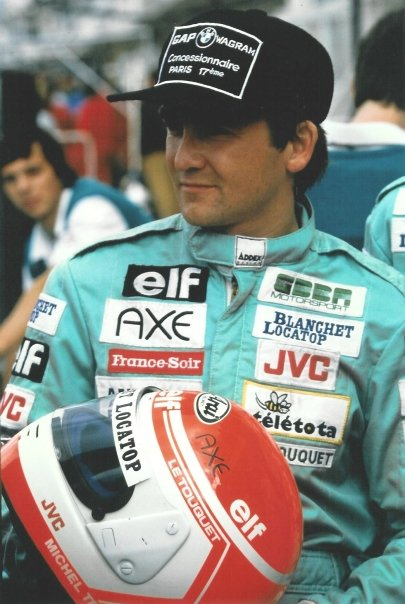
Michel Trollé

Michel Trollé (Lens, 23 juni 1959) is een voormalig Frans autocoureur.
Hij werd gezien als een van de grote beloften van zijn generatie, naast Jean Alesi en Yannick Dalmas. Hij won verscheidene titels in de karts en was ook bijzonder succesvol in de Formule Renault en Formule 3. In 1987 stapte hij over naar de Formule 3000 waarin hij één race won, die op Spa-Franchorchamps in hetzelfde jaar.
In 1988 werd hij echter gedwongen te stoppen met autosport door een ongeluk op Brands Hatch. Hij reed nog wel een aantal races, waaronder de 24 uren van Le Mans en in het France Spyder Peugeot kampioenschap, maar hij reed niet meer in de Formule 1
Nadat hij zijn carrière definitief beëindigd had, organiseerde hij de rally van Touquet en was hij manager van Bruno Spengler.